# فهرست خزندگان ایران

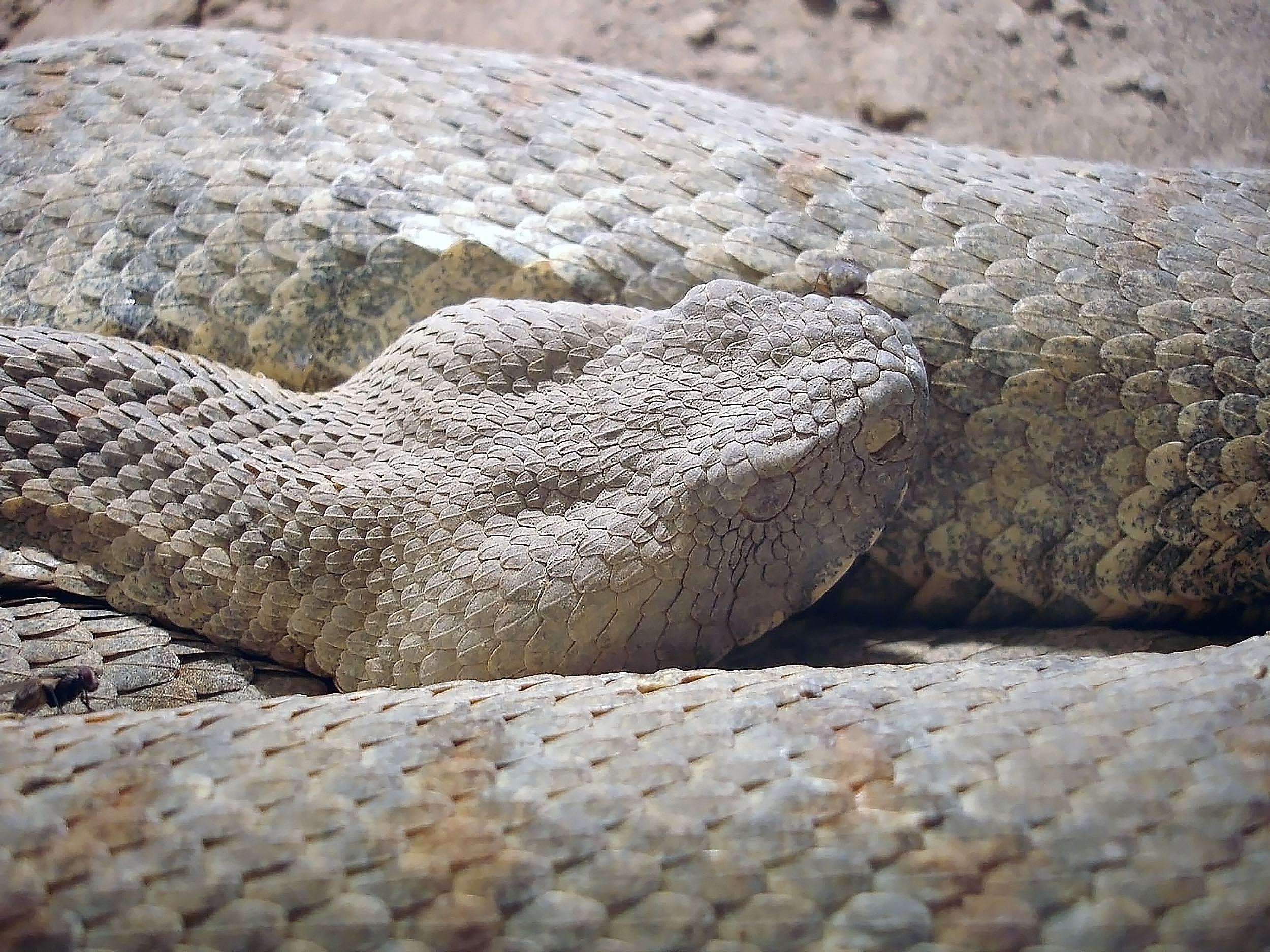
یک مار سمی بومی استان قم

فهرست خزندگان ایران در پنج راسته لاک‌پشت‌ها، کروکودیل‌سانان، سوسمارها، کرم‌سوسمارها و مارها تاکنون ۲۲۵ گونه مورد شناسایی قرار گرفته‌است اما اطلاعات مفید و قابل دسترس در مورد این جانوران در ایران بسیار اندک است. کمبود مطالعات جامع و عمیق در مورد بیولوژی و حفاظت این جانوران از یک طرف و جمعیت رو به زوال با توجه به تخریب زیستگاه‌های آنها در سال‌های اخیر موجب نگرانی نسبتاً زیادی در مورد تعدادی از گونه‌های ارزشمند خزنده کشورمان گشته‌است، شکار و صید بی‌رویه صدها و هزاران مار سمی، بسیاری از گونه‌های مار سمی از جمله افعی شاخدار و افعی دماوندی را در معرض خطر انقراض قرار داده‌است. خشکسالی‌های چند ساله در استان سیستان و بلوچستان که زیستگاه تنها گونه تمساح تالابی ایران می‌باشد، نگرانی را در مودر کاهش جمعیت این گونه به‌وجود آورده‌است.

## زیرراسته سوسمارها (مارمولک‌ها)
| نام فارسی                 | نام انگلیسی                  | نام علمی                            | دیگر                                 |
| ------------------------- | ---------------------------- | ----------------------------------- | ------------------------------------ |
| سوسمار باغی هندی          | Indian Garden Lizard         | (Calotes versicolor)                |                                      |
| آگامای سرزرد              | Yellow-headed Agama          | (Laudakia fusca)                    |                                      |
| آگامای صخره‌ای سیاه        | Black Rock Agama             | (Laudakia melanura)                 |                                      |
| آگامای پولک‌درشت           | Large-scaled Rock Agama      | (Laudakia nupta)                    | نام محلی: قمقمک، کلپک، عنبلو، گرگراک |
| آگامای قفقازی             | Agama Caucasian              | (Paralaudakia caucasia)             | نام محلی: کرتن کله                   |
| آگامای خراسان             |                              | (Paralaudakia erythrogastra)        |                                      |
| آگامای ریزپولک            | Small-scaled Rock Agama      | (Paralaudakia microlepis)           |                                      |
| آگامای سروزغی عربی        | Arabian Toad-headed Agama    | (Phrynocephalus arabicus)           |                                      |
| آگامای سر وزغی خورشیدپرست | Sunwatcher Toad-headed Agama | (Phrynocephalus helioscopus)        |                                      |
| آگامای سروزغی دم‌سیاه      | Black-tailed Toad Agama      | (Phrynocephalus maculatus Anderson) |                                      |
| آگامای سروزغی تورانی      | Turan Toad-headed Agama      | (Phrynocephalus mystaceus)          |                                      |
| آگامای وزغی راه‌راه        | Striped Toad Agama           | (Phrynocephalus ornatus)            |                                      |
| آگامای وزغی ایرانی        | Persian Toad Agama           | (Phrynocephalus persicus)           |                                      |
| آگامای سروزغی خاکستری     | Gray Toad-head Agama         | (Phrynocephalus scutellatus)        |                                      |
| آگامای چابک               | Brilliant Ground Agama       | (Trapelus agilis)                   |                                      |
| آگامای پولک‌شاخی           | Horn-scaled Agama            | (Trapelus lessonae)                 |                                      |
| آگامای زمینی افغانی       | Afghan Ground Agama          | (Trapelus megalonyx)                |                                      |
| آگامای ایرانی             | Agama Persian                | (Trapelus ruderatus)                |                                      |

## مارها
افعی دماوندی ،افعی دم عنکبوتی ،کبری خراسانی،افعی پلنگی،مغر پلنگی،مار دریایی شکم زرد و...

## لاک‌پشت‌ها

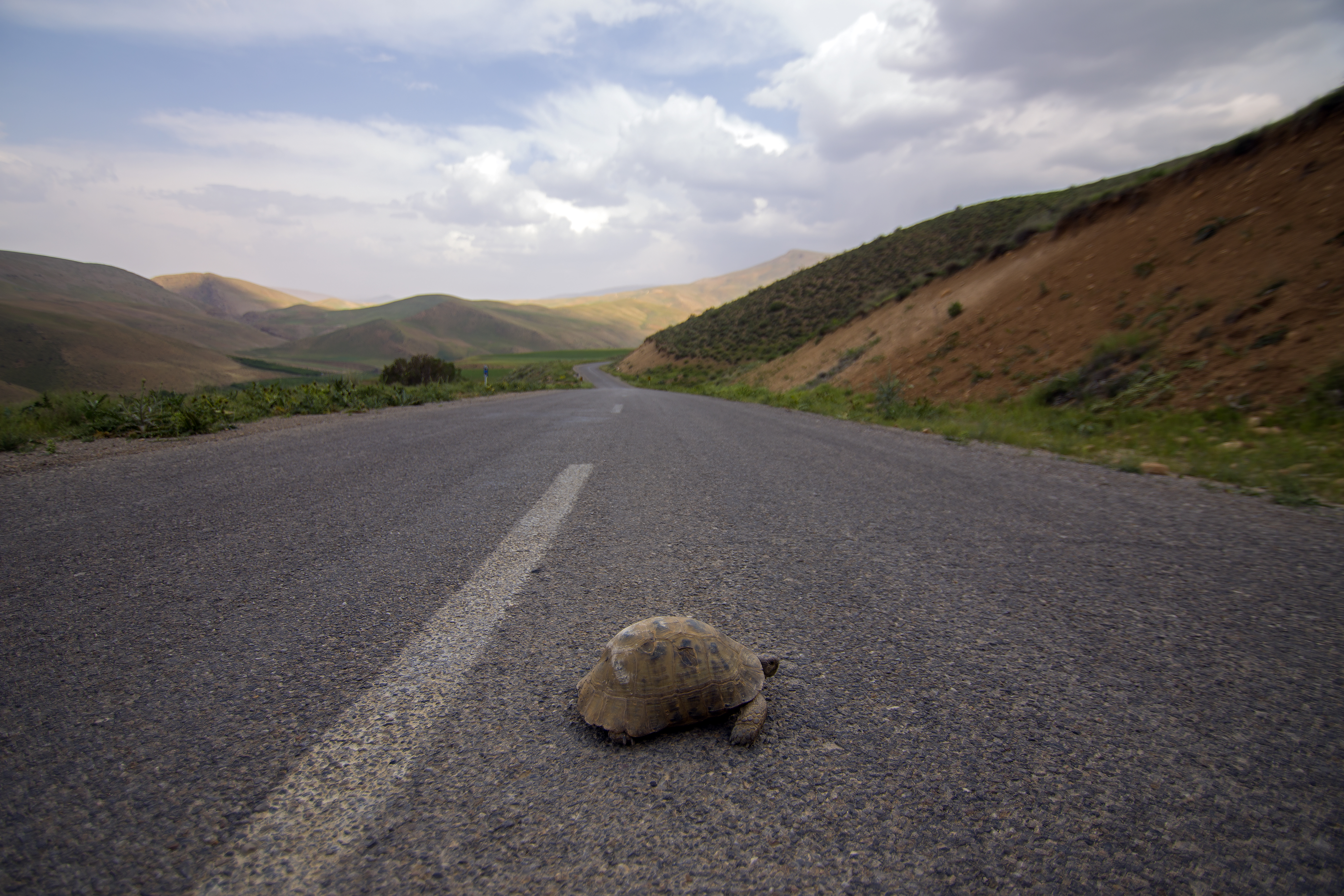
یک لاکپشت در میان جاده منتهی به روستای خفر، منطقه پادنا استان اصفهان

- یک لاکپشت در میان جاده منتهی به روستای خفر، منطقه پادنا استان اصفهانلاک‌پشت سرخ
- لاک‌پشت سبز
- لاک‌پشت پوزه‌عقابی
- لاک‌پشت زیتونی رایدلی
- لاک‌پشت پشت چرمی
- لاک‌پشت برکه‌ای اروپایی
- لاک‌پشت برکه‌ای خزری
- لاک‌پشت فراتی
- لاک‌پشت مهمیزدار
- لاک‌پشت افغانی

## کروکودیل‌ها
- کروکودیل تالابی

## کرم سوسمارها
- کرم سوسمار جنوبی